# پیلبارا
پیلبارا (به انگلیسی: Pilbara) یکی از نه ناحیه ایالت استرالیای غربی در کشور استرالیاست. پیلبارا ناحیه‌ای بزرگ، خشک و کم جمعیت در شمال این ایالت می‌باشد که با مردم بومی، مناظری زیبا، خاک سرخ و ذخایر معدنی فراوانش به ویژه ذخایر آهن، شناخته می‌شود.
در ژوئن ۲۰۱۰ جمعیت این ناحیه ۴۸٫۳۱۰ نفر تخمین زده شد. مساحت پیلبارا ۵۰۲٫۰۰۰ کیلومتر مربع است.